# Le Serpent blanc (film)
Pour les articles homonymes, voir Le Serpent blanc.
Pour plus de détails, voir Fiche technique et Distribution.
Le Serpent blanc (白蛇伝, Hakuja den, aussi connu sous le titre La Légende de Mme Pai-Niang) est un film d'animation japonais du studio Toei réalisé par Taiji Yabushita et Kazuhiko Okabe comme directeur artistique et qui est sorti au Japon en 1958. Il est connu pour être le premier long métrage en couleur de l'histoire de l'animation japonaise. L'histoire s'inspire de la légende chinoise du serpent blanc.

## Synopsis
Les premières minutes du film relatent l'enfance du jeune Xu-Xian sous la forme d'une chanson : dans sa jeunesse, le petit garçon apprivoise un serpent blanc, mais ses parents ne souhaitant pas accueillir l'animal dans leur foyer, il doit s'en séparer en le libérant dans la campagne. L'histoire du film commence des années plus tard : lors d'un orage, le serpent blanc se métamorphose en une très belle princesse, Bai-Niang, tandis qu'un poisson qui l'accompagnait se change en une servante dévouée. Bai-Niang est un esprit doué de puissants pouvoirs magiques, et elle est amoureuse de Xu-Xian depuis longtemps. Par l'intermédiaire de sa servante, elle organise une rencontre : la servante mène le jeune homme et ses deux animaux de compagnie, Panda le panda et Mimi le renard, jusqu'à Bai-Niang, qui séjourne dans les ruines d'un palais quelque part dans la ville, et a redonné au palais toute sa splendeur pour l'occasion. Bai-Niang avoue alors ses sentiments à Xu-Xian et lui offre son instrument de musique. Pendant la discussion, les animaux de Xu-Xian et la servante réveillent par hasard une statue de dragon qui s'anime et transporte tout le monde dans les airs jusqu'à un bâtiment où sont conservés deux splendides joyaux. Xu-Xian en offre un à Bai-Niang. Mais les sentinelles de la ville débusquent bientôt les deux amants, guidées par un vieux moine, Fa-Hai, qui a tout vu. Fa-Hai, lui aussi doté de pouvoirs magiques, poursuit Bai-Niang et sa servante, car il consacre sa vie à lutter contre les esprits, persuadé qu'ils sont tous maléfiques. Xu-Xian, accusé de vol, est capturé et exilé. Bai-Niang, affligée, se réfugie dans une tour en ruines à quelque distance de la ville où sa servante prend soin d'elle.
Panda et Mimi partent à la recherche de leur maître et arrivent dans une ville voisine, où ils ont affaire à la pègre animale locale, notamment des oies et un énorme cochon. Mimi se fait chahuter, mais Panda se révèle d'une force peu commune et, après avoir dû se déclarer vaincus, les agresseurs deviennent plus amicaux. Le renard et le panda réussissent finalement à retrouver leur maître. Dans l'intervalle, Fa-Hai tente en vain de persuader Xu-Xian de renoncer à son amour pour Bai-Niang en la lui présentant comme un esprit féminin mal intentionné qui cherche à le perdre. Xu-Xian retrouve Panda et Mimi et ne tarde pas à découvrir la tour où se trouve Bai-Niang. Les amoureux se retrouvent avec joie, mais Fa-Hai survient et provoque Bai-Niang en un duel magique à l'issue duquel il lui ôte assez d'énergie pour la forcer à reprendre sa forme de serpent blanc. Xu-Xian, qui avait quitté la tour juste avant le duel, y retourne alors que Bai-Niang est sous sa forme de serpent, il aperçoit ce qui semble être la princesse mais il ne s'agit que d'une enveloppe désincarnée, un fantôme. En voulant la rattraper, Xu-Xian se tue accidentellement en tombant du haut de la falaise où se trouve la tour. Bannie dans le monde des esprits, Bai-Niang se résout alors à aller voir le grand esprit dragon, qui vit loin de la Terre. Parvenue à sa demeure de flammes, elle renonce à ses pouvoirs magiques et se dit prête à devenir humaine, donc mortelle, en échange de la Fleur de Vie qui permettra de ressusciter le jeune homme. Pendant ce temps, Fa-Hai emporte le corps du prince dans son temple, situé sur une île près de la côte. De retour du monde des esprits, Bai-Niang, de nouveau humaine mais privée définitivement de ses pouvoirs, tente désespérément de rejoindre le prince pour lui apporter la fleur. Panda, Mimi et leurs compagnons lui viennent en aide, de même que la servante qui reprend sa forme d'esprit poisson et trouve un allié en l'esprit de la mer, qui monte à l'assaut de l'île de Fa-Hai. Lorsque Xu-Xian respire la Fleur de vie et revient à lui, Fa-Hai, enfin convaincu des bonnes intentions de Bai-Niang, renonce à lutter contre les amoureux. La tempête levée par l'esprit de la mer se calme, et le moine unit Xu-Xian et Bai-Niang.

## Fiche technique
- Titre : Le Serpent blanc
- Titre alternatif : La Légende de Mme Pai-Niang[1],[2]
- Titre original : 白蛇伝 (Hakuja den?)
- Réalisation : Taiji Yabushita et Kazuhiko Okabe
- Scénario : Taiji Yabushita et Shin Uehara
- Photographie : Takamitsu Tsukahara
- Montage : Shintarō Miyamoto
- Musique : Chūji Kinoshita (ja)
- Société de production : Toei Animation
- Société de distribution : Tōei
- Pays d'origine :  Japon
- Langue originale : japonais
- Format : couleur - 1,66:1 - son mono
- Genre : animation
- Durée : 78 minutes
- Date de sortie :
  - Japon : 22 octobre 1958[3]
  - France : 1er avril 1962[2]

## Distribution
Le Serpent blanc sort au Japon le 22 octobre 1958 ; il connaît une sortie en salles aux États-Unis le 8 juillet 1961. En France, le film est distribué en salle le 1er avril 1962 sous le titre La Légende de madame Pai Niang,et ressorti avec un nouveau doublage sous le titre Le Serpent blanc le 14 avril 2004.

### Voix originales
- Mariko Miyagi : Bai-Niang, Mimi, Xiaoqing
- Hisaya Morishige : Xu-Xian, Fa-Hai, Panda, narrateur

### Voix françaises (2004)
- Claire Tefnin : Bai-Niang
- Beatrice Wegnez : Mimi
- Philippe Tasquin : Panda
- Emmanuel Liénart
- Jean-Paul Clerbois
- Laurent Vernin
- Xavier Percy
- Martin Spinhayer
- Patrick Descamps : narrateur

## Réception
Le Serpent blanc est l'un des premiers accomplissements de l'industrie commerciale du cinéma d'animation japonais qui se met en place à la fin des années 1950 et prend le pas sur les réalisations d'animateurs isolés. Le mélange de conte et d'histoire contemporaine mis en œuvre par le film influence durablement des animateurs comme Hayao Miyazaki.

## Distinctions
Au Japon, le film remporte le Prix spécial à la cérémonie des Prix du film Mainichi en 1959,.

## Éditions en vidéo
En France, Le Serpent blanc est édité en DVD de zone 2 par Wild Side en 2004, uniquement dans la version originale avec sous-titres français ; le DVD contient en outre un documentaire de 26 minutes « Aux sources du Serpent blanc », un entretien de 26 minutes avec Yōichi Kotabe et Isao Takahata, une galerie de photos et les affiches japonaise, anglaise et française du film, ainsi qu'un contenu DVD-rom (fonds d'écran, écran de veille, liens Internet, affiche française imprimable). Une édition « collector » comprend en outre un livret de 30 pages. Une deuxième édition du DVD chez le même éditeur comprend les versions audio japonaise et française et des sous-titres français mais contient des compléments moins nombreux (le documentaire, l'entretien, les affiches).